# Simorre
Simorre is een gemeente en dorp in het Franse departement Gers(regio Occitanie). Het telt 654 inwoners (2008). De plaats maakt deel uit van het arrondissement Auch. De inwoners worden Simorrains genoemd.

## Geschiedenis

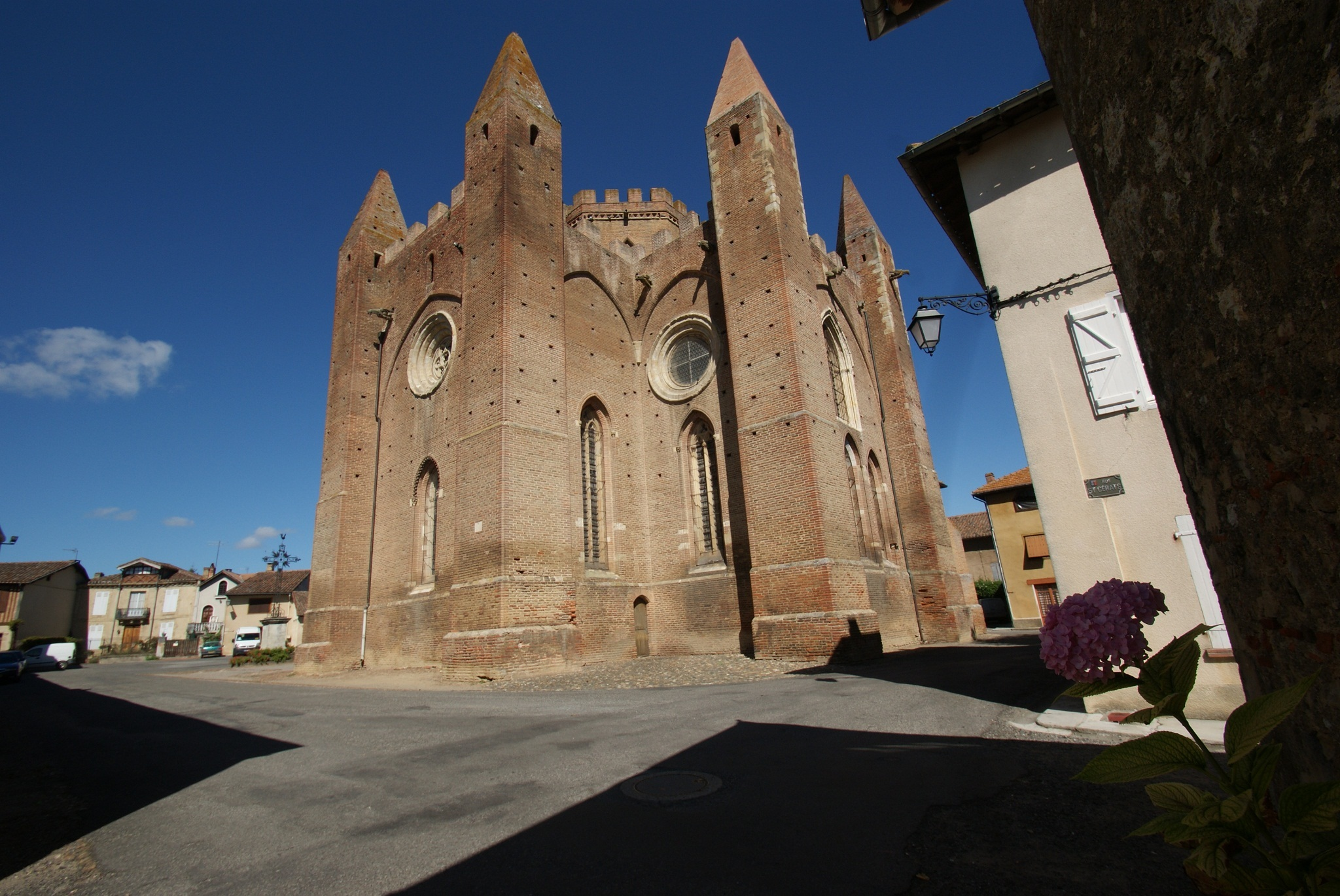
Gefortificeerde abdijkerk van Simorre, Notre Dame, van de buitenzijde.

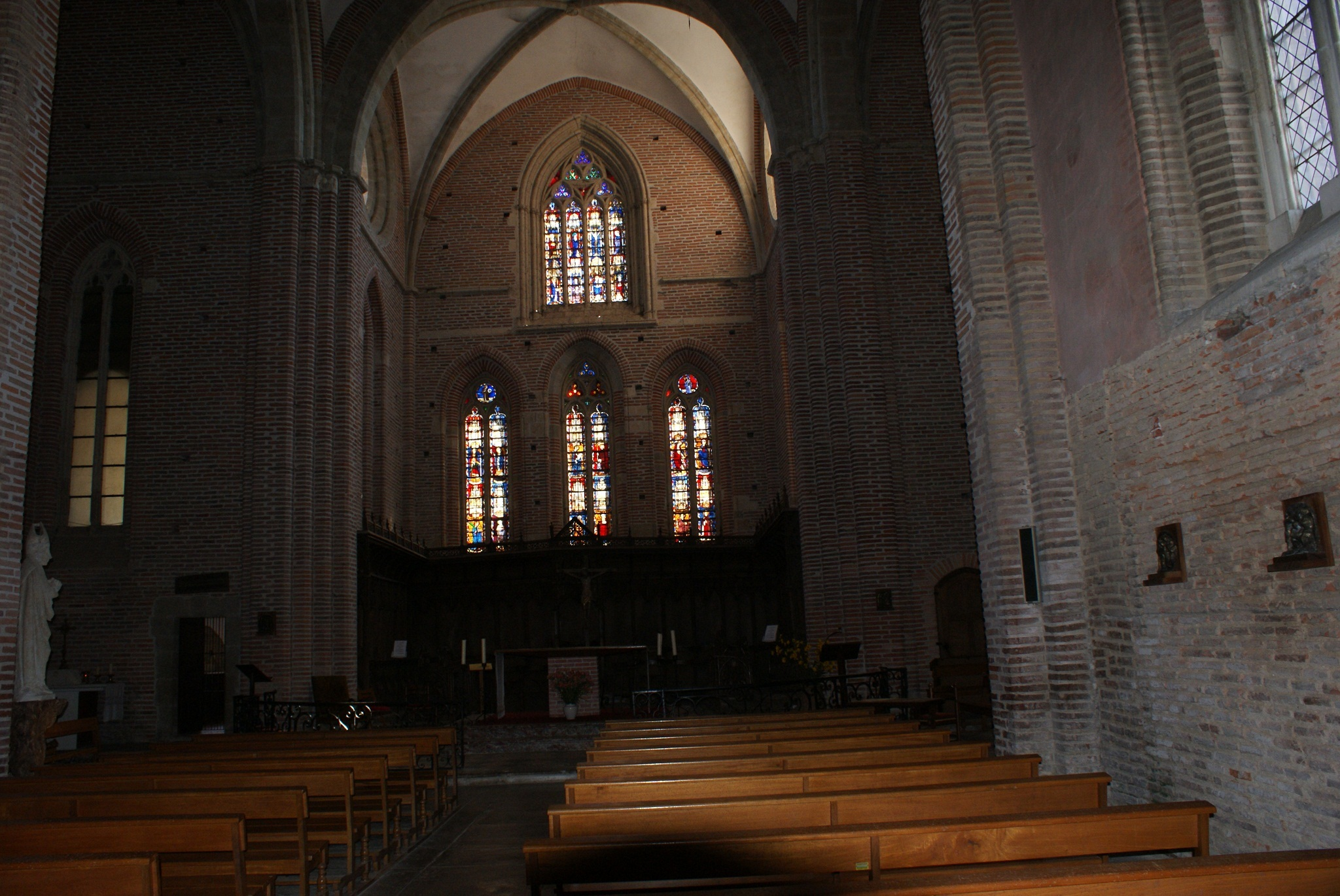
Binnenzijde abdijkerk van Simorre, Notre Dame.

Simorre is een van de oudste vestigingsplaatsen in de Gers. Oorspronkelijk was het op een heuvel gebouwd. Nadat het door brand was verwoest werd het dorp in 1141 herbouwd aan de Gimone. In 1268 kreeg het van de Benedictijnse abt stadsrechten. Al in de zesde eeuw stond er een abdij bij Simorre. Deze was gebouwd op een plek waar eerder een kapel stond.

### Persoonlijkheden
De Egyptische nobelprijswinnaar Mohamed El-Baradei had een tweede huis in Simorre. Hij verbleef daar geregeld.

## Het huidige dorp

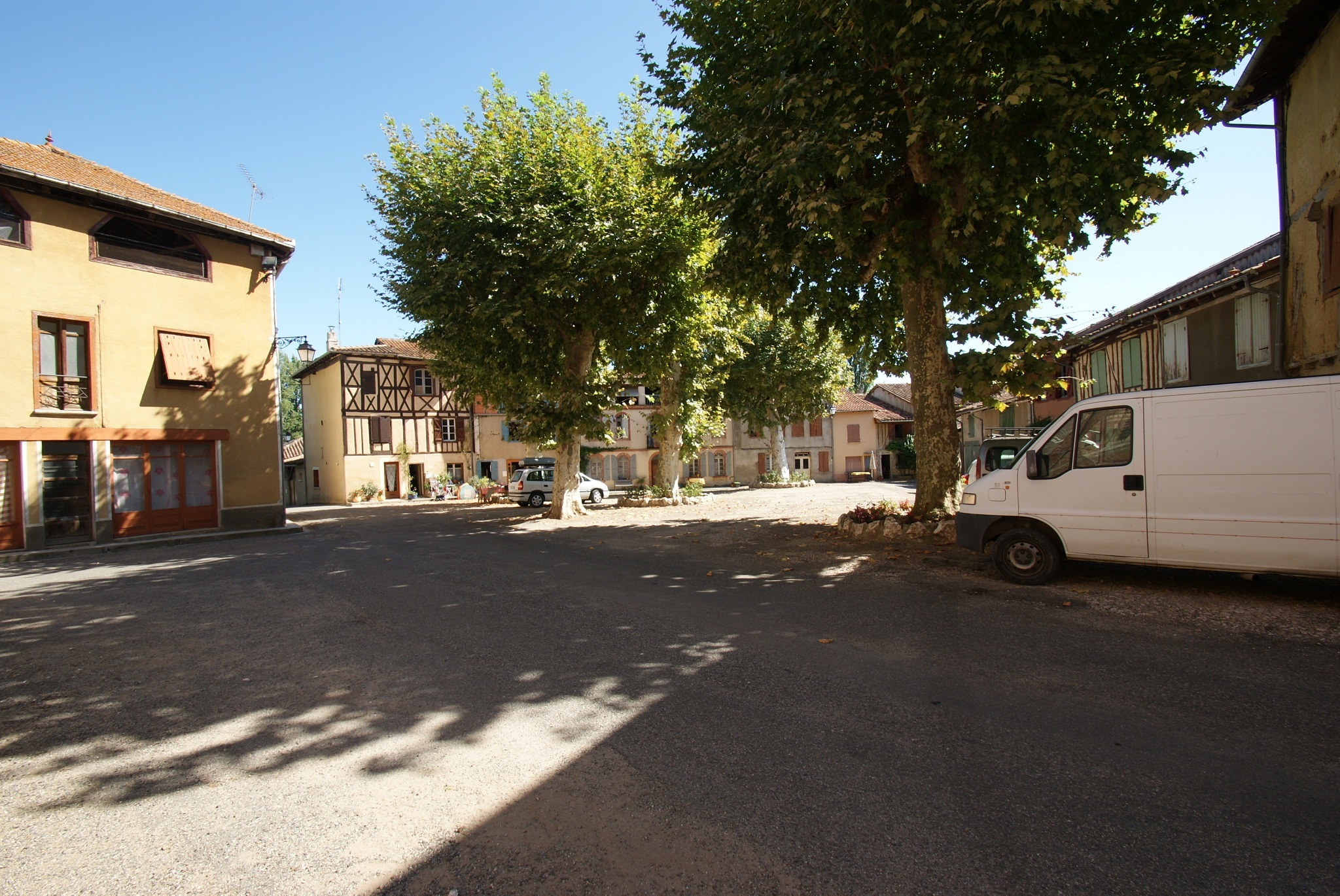
Pittoresk plein in Simorre.

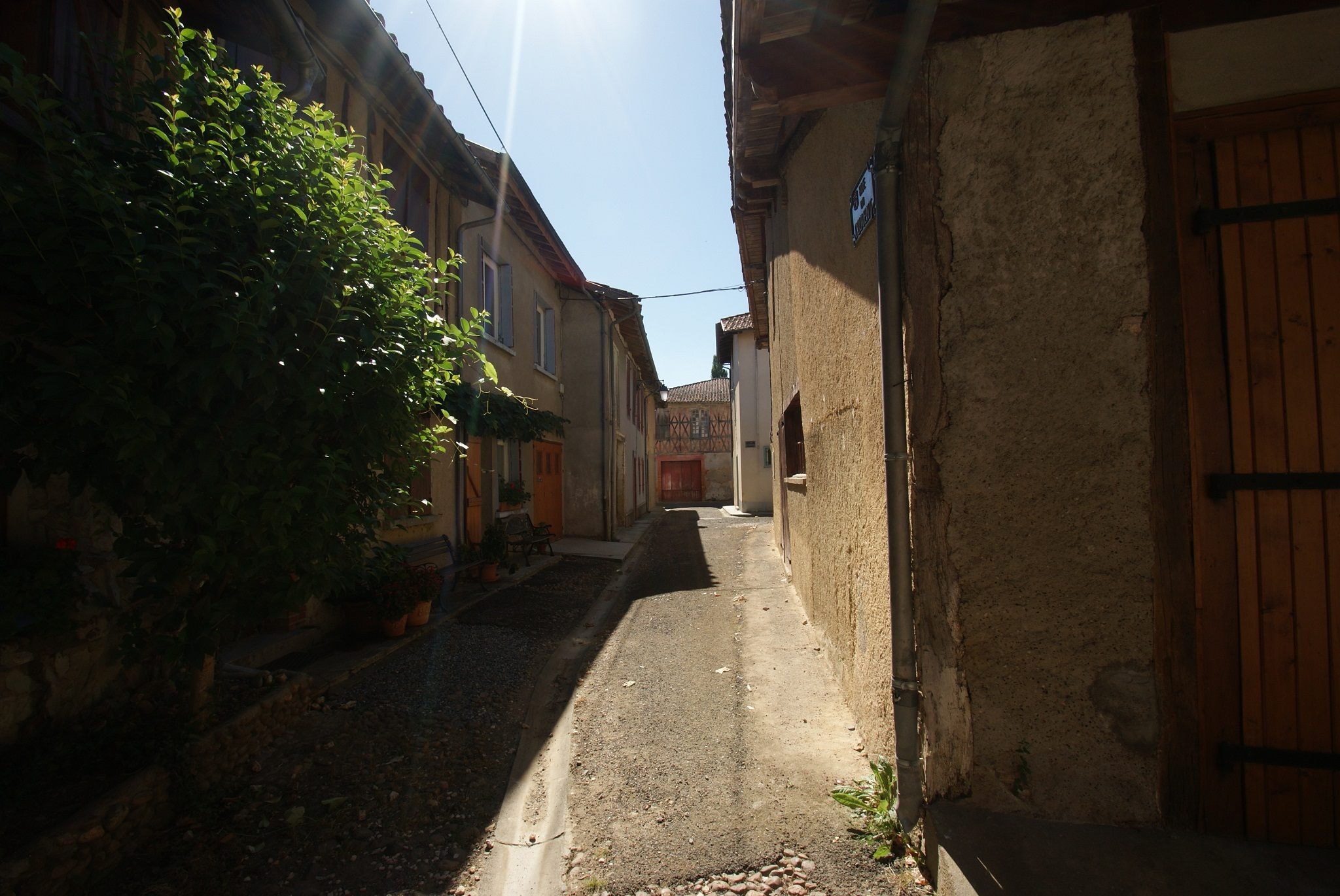
Straat in Simorre.

In de kern van het dorp Simorre is de 14e-eeuws gefortificeerde Notre Dame (Onze lieve Vrouwe) abdijkerk. Deze heeft gebrandschilderde ramen, muurschilderingen en een 15e-eeuws gebeeldhouwd interieur. De kerk is, door de vele verbouwingen door de eeuwen heen, nu uiteindelijk met vier soorten stenen gebouwd. Opmerkelijk zijn de vele duivengaten in de muren. Even ten noordwesten van de kerk is het Musée Paysan (boeren museum). In het dorp zijn enige oude (vakwerk) huizen en wat pittoreske pleintjes. Er is een café-restaurant, een bakkerij, een camping en een tankstation. Simorre heeft een gemeentehuis met gemeentelijke feestzaal en een postkantoor. Er is een vervallen duiventoren en een monument voor de gevallenen. Het dorp ligt aan de rivier de Gimone. De wegen D12 en de D129 kruisen in het dorp.

## Geografie

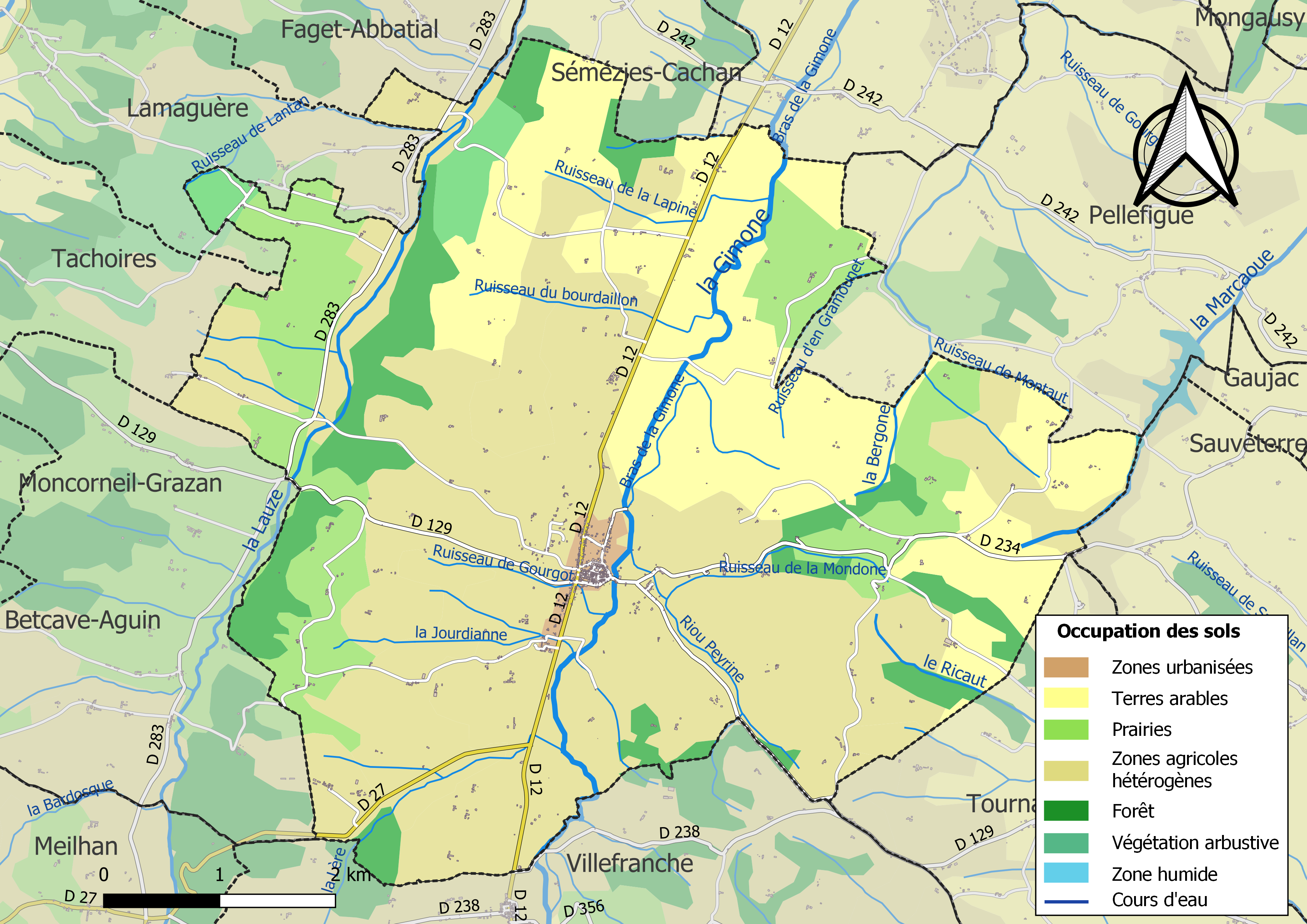
Kaart van de gemeente met belangrijkste infrastructuur, bodemgebruik en omliggende gemeenten

De oppervlakte van Simorre bedraagt 35,4 km², de bevolkingsdichtheid is 18,2 inwoners per km².

## Demografie
Onderstaande figuur toont het verloop van het inwonertal (bron: INSEE-tellingen).